# Замок Хайнфельс
Замок Хайнфельс (нем. Burg Heinfels) — масштабный средневековый замок, расположенный на территории восточно-тирольской коммуны Хайнфельс, в округе Лиенц. Расположен на вершине холма на высоте 1130 м над уровнем моря, у входа в долину Пустерталь. Впервые упоминается в документе за 1243 год; вплоть до XVI века был известен как «Хуоненфельс», «Хуонифельс», «Хуэнфельс» или «Хойнфельс».

## История
Согласно местной легенде, замок был основан гуннами в V веке; более поздние исторические исследования предполагали, что он был основан аварами и, вероятно, принадлежал баварским герцогам с VII века. В ходе реставрационных работ между 2016 и 2020 годами исследования смогли доказать, что самая старая часть замка, крепость, датируется 1210 годом.
В 1239 году впервые упоминается аристократ Отто Вельф де Хуненвельсе (de Hunenvelse); сам замок впервые упоминается в документе за 1243 год как собственность княжества-епископства Фрайзинга. В XIII веке Горицкие графы получил замок по наследству и, начиная с 1275 года, превратили его в важный центр региона и резиденцию для суда. В 1460 году граф Иоганн II Горицкий проиграл спор о наследстве против императора Фридриха III; затем граф потерял свои каринтийские владения и переехал в Хайнфельс. В последующие годы он расширил замок и его укрепления.
12 апреля 1500 года замок перешел к Габсбургам: он использовался как оружейный склад. Год спустя император Максимилиан I заложил замок епископу Мельхиору фон Меккау (Melchior von Meckau). Из-за продолжающихся конфликтов с Венецией и угрозы со стороны Османской империи, замок постоянно модернизировался. В 1525 году замок временно заняли восставшие крестьяне. Год спустя, 7 июля 1526 года, замку удалось отразить новую осаду со стороны крестьянской армии численностью в 2000 человек. В дальнейшем замок использовался в качестве казармы, вплоть до 1910 года. Снежной зимой 1917 года у него обрушилась крыша жилой романской башни, а в 1932 году окончательно обрушилась западная фронтальная стена жилой башни. В 1999 году была проведена обширная реставрация замка.